# Justícia Alimentària
Justícia Alimentària és una organització no governamental (ONG) que té com a finalitat promoure un model de desenvolupament just a favor de la sobirania alimentària i generar en la societat una consciència solidària com a principi cap a la transformació social.
L'ONG es proposa efectuar accions per canviar el sistema agroalimentari actual, que oprimeix i expulsa les comunitats rurals i destrueix el medi ambient. Aquest canvi passa per la consecució de la sobirania alimentària.
Desenvolupa les funcions per assolir les seves finalitats a través de campanyes de promoció específiques (a escoles, congressos o fires) i també en aliança amb altres organitzacions que persegueixen finalitats semblants.
Aquesta associació vol denunciar els abusos contra la pagesia arreu del món, que perjudiquen les comunitats rurals i les consumidores, i representen una amenaça cada vegada més tangible contra el medi ambient. Realitats com l'acaparament de terres, l'especulació alimentària o les males pràctiques de les transnacionals no ajuden a millorar la situació econòmica i alimentària dels països empobrits de la Terra. Per aquest motiu treballa conjuntament amb altres associacions d'arreu del món, especialment a l'Estat espanyol, Centre i Sud-amèrica (Bolívia, Cuba, El Salvador, Guatemala, República Dominicana, Haití, Hondures) i Àfrica (Congo i Uganda).